# Pierre Menard (lieutenant-gouverneur)
Pour les articles homonymes, voir Pierre Ménard et Ménard.

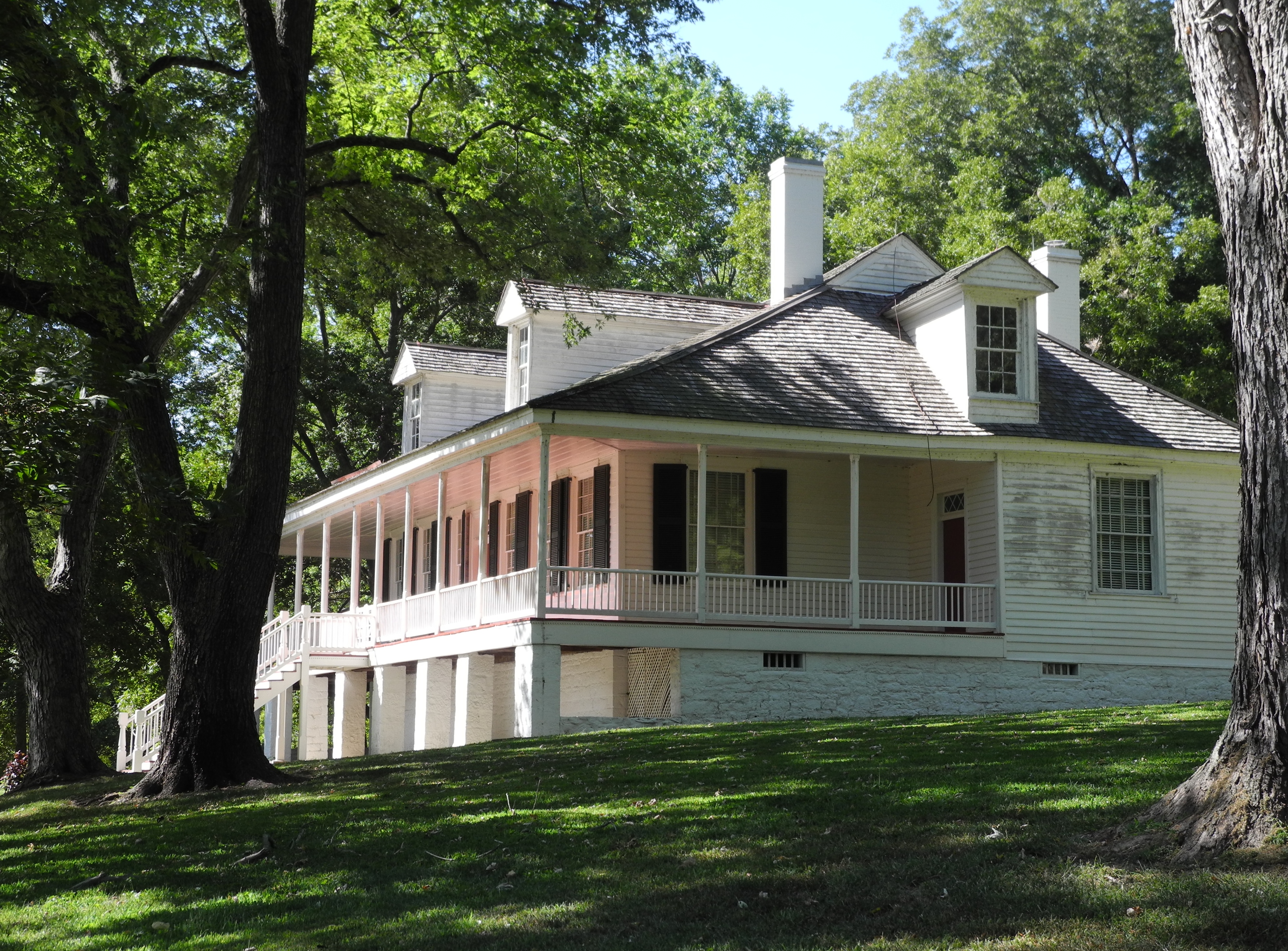
La maison de Pierre Menard dans l'Illinois a été construite en 1802.

Pierre Ménard (parfois orthographié Menard), né le 7 octobre 1766 à Saint-Antoine-sur-Richelieu, Québec, au Canada et mort le 13 juin 1844 à Ellis Grove (Illinois), est un célèbre négociant en fourrures et un homme politique américain des XVIIIe et XIXe siècles.

## Biographie
Pierre est le fils d'un soldat français, Jean-Baptiste Ménard dit Brindamour (1735-1815), qui servait au Régiment de Guyenne et de Marie-Françoise Circé dit Saint-Michel (1738-1807). À l'âge de 15 ans, Pierre Ménard s'engage pour une expédition commerciale au cœur du Pays des Illinois. Quelques années plus tard, en 1789, alors qu'il se trouve à Carlyle pour affaires, il rencontre le tout nouveau président des États-Unis George Washington. Il devient ensuite l'un des principaux associés d'une société de négoce de fourrures qui opère à l'ouest du Mississippi. Pierre Menard, en 1803, est élu député à la chambre législative du Territoire de l'Indiana. Lorsqu'en 1809, le Territoire de l'Illinois est détaché de celui de l'Indiana, Menard est élu au sein de son législatif. En 1818, l'Illinois devient un État, Pierre Menard est élu président du Sénat ce qui fait de lui le premier Lieutenant-gouverneur de la nouvelle entité.